# Bram van der Stap
Abraham David Johannes Willebrordus (Bram) van der Stap (Den Haag, 7 november 1871- Delft, 21 januari 1945) was een Nederlands bariton/bas.
Hij was zoon van Johannes van der Stap en Johanna Geertruida de Roo. Hijzelf was in 1925 getrouwd met pianiste/pianolerares Maria Margaretha (Rie) Laros (1899-1922). Hij werd begraven op de RK Begraafplaats Kanaalweg in Delft, alwaar in december 1945 een grafmonument werd geplaatst met een portret gemaakt door beeldhouwer Henk Etienne, die overigens zelf in het "Bram van der Stap Fonds" zitting had.
Hij kreeg zijn muziekopleiding aan de Haagse Muziekschool. Arnold Spoel (zang, solfège), Henri Viotta (muziekgeschiedenis) en Hendrik Dirk van Ling (harmonieleer) waren zijn leermeesters. Hij was ook enige tijd leerling van Grimaud, de eerste bariton van de Franse Opera in Den Haag. Hij trad veelvuldig op vooral in Den Haag en omstreken. Hij zong op gelegenheden van de Maatschappij tot Bevordering der Toonkunst, Haagse Wagnervereniging, Spoel’s Vocaal Ensemble, Kurhausconcerten, Residentie Orkest, maar trad ook wel op bij zangverenigingen in het land en België. Apart te benoemen is zijn optreden op 5 augustus 1908 ter gelegenheid van de vijftigste verjaardag van Emma van Waldeck-Pyrmont.
Tijdens zijn leven was hij ook zangpedagoog te Delft. Tijdens de mobilisatie in Nederland voor de Eerste Wereldoorlog zong hij voor gestationeerde militairen.
Voor zijn werk werd hij benoemd tot ridder in de Orde van Oranje-Nassau en verkreeg hij het witte Mobilisatiekruis. In 1941 zong hij samen met collegae in het Oranjehotel te Scheveningen. Later in 1941 werd in de Doelenzaal te Delft nog een feest georganiseerd voor zijn zeventigste verjaardag.